# フランソワ・グリマルディ
フランソワ・グリマルディ（François Grimaldi, ? - 1309年）は、ゲルフ（教皇派）のジェノヴァ人。現在のモナコ公家・グリマルディ家の始祖として知られる。

## 生涯
ジェノヴァ共和国の都市貴族グリマルディ家出身。1297年1月8日、フランソワ・グリマルディはフランシスコ会の修道士姿に変装し、ギベリン（皇帝派）に占領されていた要塞に侵入、モナコの岩を占領した。これが現在のモナコ公国の始まりであるが、フランソワ自身はモナコの統治を行ったわけではなかった。彼は僅か4年後にジェノヴァ軍によってモナコを追われており、この「岩」をめぐるジェノヴァとの争いは一族の者が継承した。グリマルディ家の支配体制が固まるのは1419年のことである。なお、フランソワの名はフランス語読みであり、ジェノヴァ出身の彼がフランチェスコ（Francesco）と呼ばれたのはまず確実である。
1295年にアウレリア・デル・カレットと結婚したが、子供には恵まれなかった。フランソワの死後の1309年、従弟であり妻の連れ子でもあるカーニュ侯レーニエ1世が後を継いだ。 レーニエ1世の子孫が、現在のアルベール2世にまで続く現在のモナコ公家である。フランソワは現在の公家の直系の先祖でもなければモナコの支配を確立したわけでもないが、支配を試みた最初のグリマルディ家の者として現在のような名声を得るに至ったのである。